# On ne peut pas vivre comme ça
Pour plus de détails, voir Fiche technique et Distribution.
On ne peut pas vivre comme ça (russe : Так жить нельзя) est un film documentaire soviétique réalisé en 1990 par Stanislav Govoroukhine. Il reçoit le Nika du meilleur documentaire en 1991.

## Synopsis
Le film raconte les problèmes de la réalité soviétique à la fin de la perestroïka, la pauvreté, les vices de la société, le crime endémique et la crise du système étatique. Avec deux autres documentaires, La Russie que nous avons perdue (1992) et La grande révolution criminelle (1994), ce volet forme une trilogie qui fournit la vision de Govoroukhine des événements historiques et contemporains en Russie, traçant son contexte et les conséquences des dernières années avant la révolution de 1917.

## Fiche technique
- Titre du film : On ne peut pas vivre comme ça
- Titre original : Так жить нельзя
- Réalisation et cénario : Stanislav Govoroukhine
- Photographie : Guennadi Engstrem
- Compositeur : Nikolaï Korndorf
- Musique : Orchestre symphonique d'État de l'URSS pour l'art cinématographique
- Chef d'orchestre : Emin Khatchatourian
- Son : Igor Maïorov
- Montage : Nina Vassilieva
- Second réalisateur : Alexandre Zelenkov
- Directeur de production : Valentina Zaïtseva
- Production : Pit Schröder
- Studios : Mosfilm, Filmverlag der Autoren
- Format : Couleur -35 mm-Mono
- Durée : 115 minutes
- Pays d'origine : Union soviétique
- Genre : Film documentaire
- Langue : russe
- Date de sortie : 1990